# HD 31726
HD 31726，又名BD-14 1003，SAO 150029、HR 1595，是一颗恒星，视星等为6.15，位于銀經213.5，銀緯-31.51，其B1900.0坐标为赤經4h 53m 10.1s，赤緯-14° -31.51′ 11″。